# Stage Front Stadium
Stage Front Stadium, även känd som Estadi Cornellà-El Prat ( katalanskt uttal: [əsˈtaði kuɾnəˈʎa əl ˈpɾat]; spanska: Estadio Cornellà-El Prat[esˈtaðjo koɾneˈʎa el ˈpɾat]), är en fotbollsarena i utkanten av Cornellà de Llobregat och El Prat de Llobregat, i Barcelona. Den tog tre år att bygga och kostade cirka 60 miljoner euro. Den öppnades i augusti 2009 och belönades med Stadium Business Awards den 18 juni 2010 i Dublin. Arenan har en kapacitet på 40 000 åskådare och är hemmaarena för RCD Espanyol. Med arenarankning på fyra stjärnor är den 10:e största stadion i Spanien och den 3:e största i Katalonien.

## Historik
Arenan är känd som Estadi Cornellà-El Prat eftersom den ligger på gränsen mellan kommunerna Cornellà och El Prat. Klubben hoppas kunna hitta en köpare till namnrättigheterna till stadion.
Espanyol besegrade Liverpool FC med 3–0 i stadions första match den 2 augusti 2009.
Efter klubbkaptenen Daniel Jarques död den 8 augusti 2009, bara sex dagar efter den inledande matchen, föreslogs att arenan skulle byta namn till hans ära. Klubben tog dock inte bestämd ställning i ämnet.
I juli 2014 döptes stadion om till Power8-stadion av sponsringsskäl. Det upptäcktes att Power8 var ett investeringsbedrägeri som lurade 100-tals asiatiska investerare, organiserat av Bryan Cook och Thomas Yi från London Capital. I januari 2016 döpte klubben om stadion till RCDE-stadion vilket avslutade sponsringen av Power8.
Den 12 juni 2023 nådde RCD Espanyol de Barcelona och det nordamerikanska företaget Stage Front ett sponsringsavtal för den nya namnrätten till Espanyol Stadium, för att få en titelpartner och döpa om arenan till Stage Front Stadium.
Stage Front är ett ledande företag inom biljett- och tekniksektorn. Detta avtal kommer att göra Stage Front Stadium till ett riktmärke för evenemangsbranschen över hela världen, vilket gör det möjligt för anläggningen att bli lönsam.

## Annan användning

### Musik
Den 3 juli 2010 fick arenan en livekonsert av den amerikanska hiphopgruppen The Black Eyed Peas under The END World Tour, inför 30 000 fans.
Den 1 juni 2019 uppträdde det tyska metalbandet Rammstein på stadion som en del av deras Europe Stadium Tour 2019 med 33 825 fans närvarande.

## Galleri

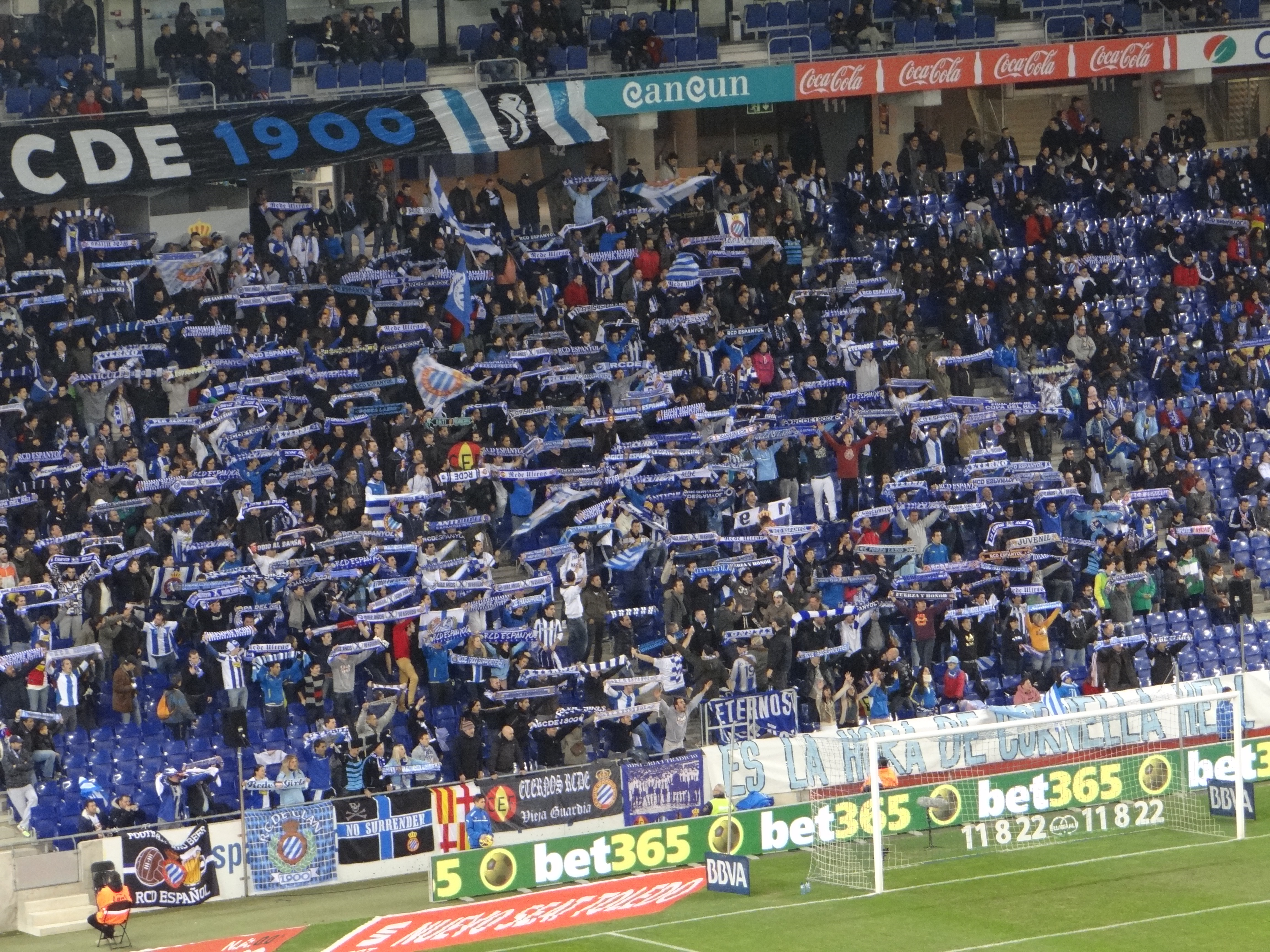
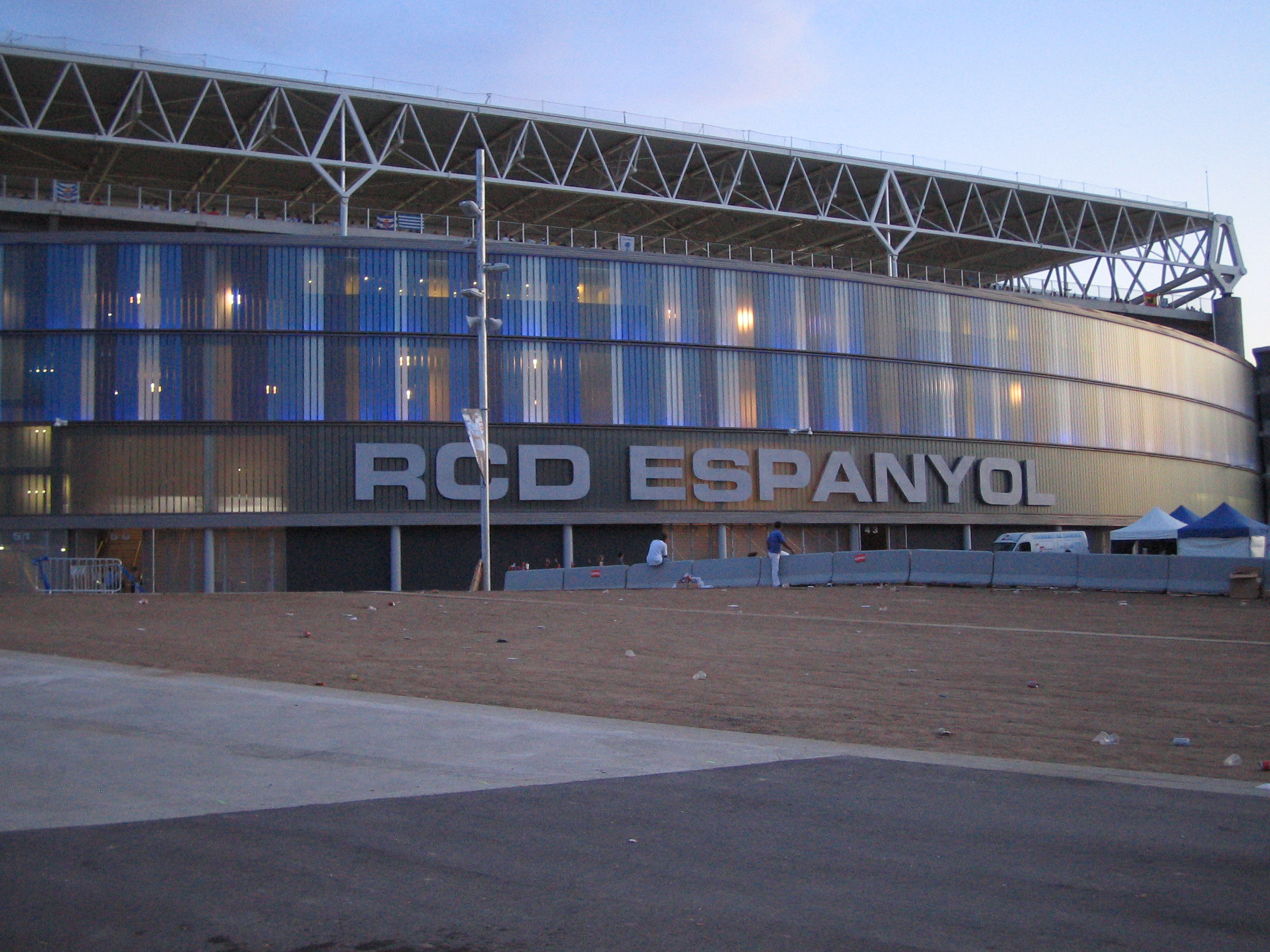
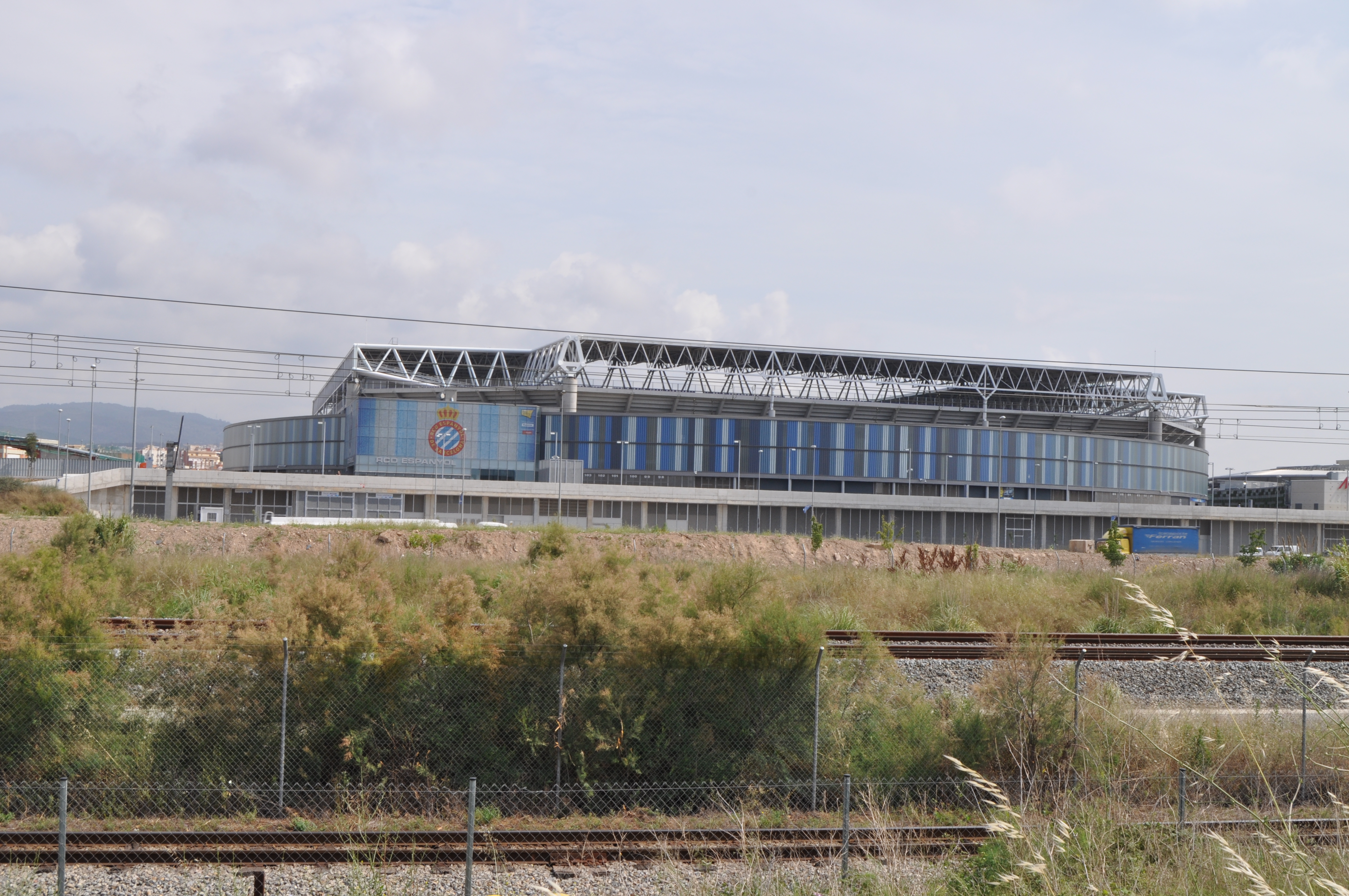